# Zoumana Camara
Zoumana Camara (* 3. April 1979 in Colombes) ist ein ehemaliger französischer Fußballspieler und jetziger Fußballtrainer. Zurzeit trainiert er den HSC Montpellier.

## Karriere
Zoumana Camara spielte in den Jugendmannschaften vom Racing Club France und später bei der AS Saint-Étienne. Dort wurde er 1996 in die Profimannschaft aufgenommen. Nach zwei Jahren in der Ligue 2 wechselte er zum italienischen Klub Inter Mailand. Doch bei seinem zweijährigen Aufenthalt konnte er nur bei Leihen zum FC Empoli und zum SC Bastia Spielpraxis sammeln. Für Inter absolvierte er zwei Spiele in der Coppa Italia. Im Jahr 2000 verpflichtete Olympique Marseille den Innenverteidiger. Dort konnte er sich als Stammspieler durchsetzen, wechselte jedoch nach 18 Monaten im Tausch mit Lamine Sakho zum RC Lens. Er fiel immer wieder durch Verletzungen zurück, deshalb kam er in der Saison 2002/03 nur auf 14 Spiele. Im Sommer 2003 wurde er für eine Saison an den englischen Verein Leeds United verliehen. Zu Saisonbeginn war er unter Trainer Peter Reid noch Stammspieler und Torschütze beim 3:2-Sieg gegen Middlesbrough, verlor seinen Stammplatz aber unter dessen Nachfolger Eddie Gray und kam in der Rückrunde nur noch zu einem Einsatz.
Nach Ende der Leihfrist im Jahr 2004 kehrte er zu seinem alten Verein AS Saint-Étienne zurück. Dort bestritt er in drei Jahren insgesamt 108 Spiele, schoss jedoch kein einziges Tor. 2007 wechselte er zu Paris Saint-Germain. Dort spielte er bis zu seinem Karriereende nach der Saison 2014/15.
Trainerkarriere
Er arbeitete von 2015 bei Paris Saint-Germain als Co-Trainer der damaligen Cheftrainer Laurent Blanc und Unai Emery. Dann war er kurzzeitig Techniktrainer der U19 von Paris Saint-Germain. Nachdem Thomas Tuchel im Mai 2018 bei Paris Saint-Germain als neuer Cheftrainer vorgestellt wurde, trat er wieder als Co-Trainer bei Paris Saint-Germain unter Thomas Tuchel an. Er verlängerte im Juni 2019 seinen Vertrag bis 2023, wobei die Verträge von Cheftrainer Thomas Tuchel und den anderen Co-Trainern Zsolt Löw, Arno Michels und dem Fitnesstrainer Rainer Schrey nur bis zum 30. Juni 2021 liefen. Am 24. Dezember 2020, genau an Heiligabend wurden Cheftrainer Thomas Tuchel, die beiden Co-Trainer Zsolt Löw und Arno Michels, sowie Fitnesstrainer Rainer Schrey bei Paris Saint-Germain entlassen. Zoumana Camara blieb als einziger Co-Trainer im Verein.
Im April 2025 wurde er als Nachfolger von Jean-Louis Gasset Cheftrainer beim HSC Montpellier.

## Nationalmannschaft
Als Jugendnationalspieler gewann er die U-18-Fußball-Europameisterschaft 1997 in Island.
Zwischen 2000 und 2007 bestritt er zwei Spiele für die französische B-Nationalmannschaft. Sein einziges A-Länderspiel absolvierte am 1. Juni 2001 im Rahmen des Konföderationen-Pokal 2001 bei der 0:1-Niederlage gegen Australien.

## Titel und Erfolge
Verein
- Französischer Meister: 2013, 2014, 2015
- Coupe de France: 2010, 2015
- Coupe de la Ligue: 2008, 2015

Nationalmannschaft
- Konföderationen-Pokal 2001
- U-18-Fußball-Europameisterschaft 1997